# Комсток (Міннесота)
Комсток (англ. Comstock) — місто (англ. city) в США, в окрузі Клей штату Міннесота. Населення — 100 осіб (2020).

## Географія
Комсток розташований за координатами 46°39′34″ пн. ш. 96°44′47″ зх. д. / 46.65944° пн. ш. 96.74639° зх. д. (46.659452, -96.746378).  За даними Бюро перепису населення США в 2010 році місто мало площу 0,57 км², уся площа — суходіл.

## Демографія
Згідно з переписом 2010 року, у місті мешкали 93 особи в 38 домогосподарствах у складі 27 родин. Густота населення становила 163 особи/км².  Було 44 помешкання (77/км²).
Расовий склад населення:
| - 100,0 % — білих |

До двох чи більше рас належало 0,0 %. Частка іспаномовних становила 0,0 % від усіх жителів.
За віковим діапазоном населення розподілялося таким чином: 24,7 % — особи молодші 18 років, 57,0 % — особи у віці 18—64 років, 18,3 % — особи у віці 65 років та старші. Медіана віку мешканця становила 39,3 року. На 100 осіб жіночої статі у місті припадало 138,5 чоловіків;  на 100 жінок у віці від 18 років та старших — 125,8 чоловіків також старших 18 років.
Середній дохід на одне домашнє господарство  становив 66 465 доларів США (медіана — 55 625), а середній дохід на одну сім'ю — 63 364 долари (медіана — 65 625). Медіана доходів становила 50 417 доларів для чоловіків та 33 750 доларів для жінок. За межею бідності перебувало 11,3 % осіб, у тому числі 17,1 % дітей у віці до 18 років та 14,3 % осіб у віці 65 років та старших.
Цивільне працевлаштоване населення становило 70 осіб. Основні галузі зайнятості: освіта, охорона здоров'я та соціальна допомога — 28,6 %, науковці, спеціалісти, менеджери — 15,7 %, будівництво — 12,9 %.